# Provincia di Asunción
La provincia di Asunción è una provincia del Perù, situata nella regione di Ancash.

## Geografia antropica

### Suddivisioni amministrative
È divisa in 2 distretti:
- Chacas
- Acochaca